# Paradoxa de la tolerància
La paradoxa de tolerància va ser descrita pel filòsof austríac Karl Popper (1902-1994) a l'any 1945. És una paradoxa emmarcada dins de la teoria de la decisió. La paradoxa declara que si una societat és il·limitadament tolerant, la seva capacitat de ser tolerant finalment serà reduïda o destruïda pels intolerants. Popper va concloure que, encara que sembla paradoxal, per mantenir una societat tolerant, la societat ha de ser intolerant amb la intolerància.

## Discussions
El filòsof Karl Popper va definir la paradoxa el 1945 a La societat oberta i els seus enemics (volum 1).
| «             | Menys coneguda és la paradoxa de tolerància : La tolerància il·limitada pot conduir a la desaparició de la tolerància. Si estenem la tolerància il·limitada fins i tot a aquells que són intolerants; si no ens trobem preparats per defensar una societat tolerant contra les presses dels intolerants, el resultat serà la destrucció dels tolerants i, juntament com ells, de la tolerància. Amb aquest plantejament no volem significar, per exemple, que sempre hàgim d'impedir l'expressió de concepcions filosòfiques intolerants; mentre puguem contrarestar -mitjançant arguments racionals i mantenir-les en escac davant l'opinió pública, la seva prohibició seria, per cert, poc prudent. Però hem de reclamar el dret de prohibir-les, si cal per la força, doncs bé pot succeir que no estiguin destinades a imposar-se en el pla dels arguments racionals, sinó que, per contra, comencin per acusar tot raonament; així, poden prohibir als seus adeptes, per exemple, que escoltin els raonaments racionals, acusant-los d'enganyosos, i que els ensenyin a respondre als arguments mitjançant l'ús dels punys o les armes. Haurem de reclamar llavors, en nom de la tolerància, el dret a no tolerar als intolerants. Haurem d'exigir que tot moviment que prediqui la intolerància quedi al marge de la llei i que es consideri criminal qualsevol incitació a la intolerància i a la persecució, de la mateixa manera que en el cas de la incitació a l'homicidi, al segrest o al tràfic d'esclaus. Hem de reclamar, en el nom de tolerància, el dret a no tolerar la intolerància. | » |
| — Karl Popper | |   |

En 1971, el filòsof John Rawls conclou en la seva Teoria de la justícia que una societat justa ha de tolerar l'intolerant, o si no, la societat podria tornar-se intolerant, i per això injusta. Així i tot, Rawls també insisteix, com Popper, que la societat té dret raonable a la supervivència, que precedeix el principi de tolerància:
| «            | Mentre una secta intolerant no sigui assenyalada com intolerant, gaudeix de llibertat, la qual ha de ser restringida només quan els tolerants, sincerament i amb raó, creguin que la seva pròpia seguretat i la de les institucions que garanteixen la llibertat estan en perill. | » |
| — John Rawls | |   |

En un treball de 1997, Michael Walzer va preguntar «Hem de tolerar l'intolerant?». Ressalta que la majoria dels grups religiosos minoritaris que es beneficien d'una societat tolerant són, ells mateixos, intolerants, almenys respecte a alguns temes. En un estat de dret, les persones pertanyents a aquests grups poden aprendre a tolerar, o almenys a comportar-se «com si posseïssin aquesta virtut».
Thomas Jefferson va tractar la idea d'una societat tolerant en el seu primer discurs inaugural, preocupant-se pels qui poden desestabilitzar el país i la seva unitat
| « | Deixem que les seves opinions siguin monuments a la seguretat de que aquestes mateixes opinions errònies poden ser tolerades, així la raó és lliure de combatre-les. | » |

### Tolerància i llibertat d'expressió
La paradoxa de la tolerància és important en la discussió sobre si cal establir límits a la llibertat d'expressió. Popper va afirmar que permetre llibertat d'expressió a aquells que la utilitzarien per eliminar-la és una paradoxa.
Rosenfeld declara «sembla contradictori estendre la llibertat d'expressió a extremistes que... si triomfen, suprimirien sense dubtar les opinions d'aquells amb els quals discrepen», i crida l'atenció al fet que les democràcies europees occidentals i Estats Units tenen aproximacions oposades a la qüestió de tolerància del discurs d'odi.

### Homofília i intolerància
La relació entre homofília (una preferència per interaccionar amb aquells amb opinions similars) i la intolerància es manifesta quan una persona tolerant s'enfronta al dilema de triar entre establir una relació positiva amb un individu tolerant pertanyent a un grup diferent, o establir una relació positiva amb un membre intolerant del seu mateix grup. En el primer cas, l'intolerant pertanyent al seu grup desaprova la relació establerta amb l'individu de l'altre grup, generant necessàriament una relació negativa amb el seu company; mentre que en el segon cas, la relació negativa cap a l'individu de l'altre grup és aprovada per l'intolerant, la qual cosa promou una relació positiva entre tots dos individus del mateix grup.
Aquest dilema ha estat considerat per Aguiar i Parravano en Tolerando al intolerante: Homofilia, intolerancia y segregación en redes sociales, modelant una comunitat d'individus les relacions dels quals estan governades per una forma modificada de la Teoria d'equilibri de Heider.